# Maria Piątkowska
Maria Piątkowska (născută Ilwicka; n. 24 februarie 1931, Goleni, România – d. 19 decembrie 2020, Varșovia, Polonia) a fost o sprinteră⁠(d) poloneză, specialistă în proba de 80 de metri garduri⁠(d) și săritoare în lungime. A câștigat proba de ștafetă 4 × 100 m la Campionatul European de Atletism din 1962 și a ocupat locul al treilea în alte două probe ale Campionatului European de Atletism. A fost campioană națională poloneză la săritura în lungime, pentatlon feminin⁠(d) și la proba de 80 de metri garduri.

## Biografie
Piątkowska s-a născut în Goleni, Regatul României (în prezent în Republica Moldova), iar după al doilea război mondial familia ei s-a mutat în Mazuria, Polonia. A absolvit Universitatea de Educație Fizică din Varșovia. A fost căsătorită pentru prima dată cu aruncătorul de disc polonez Henryk Chojnacki. Ulterior a fost căsătorită cu aruncătorul de disc polonez și deținătorul recordului național Edmund Piątkowski. Cuplul a avut doi fii.
În 2020, Piątkowska a contractat virsul COVID-19 în timp ce se afla în spital pentru operație de șold. A murit la 19 decembrie 2020, la vârsta de 89 de ani.

## Realizări
| An   | Competiție           | Locație             | Loc | Eveniment    | Note   |
| ---- | -------------------- | ------------------- | --- | ------------ | ------ |
| 1952 | Jocurile Olimpice    | Helsinki, Finlanda  | 12  | 4 × 100 m    | 48,2 s |
| 1952 | Jocurile Olimpice    | Helsinki, Finlanda  | 32  | lungime      | 5,09 m |
| 1954 | Campionatul European | Berna, Elveția      | 5   | 4 × 100 m    | 47,1 s |
| 1954 | Campionatul European | Berna, Elveția      | 6   | lungime      | 5,73 m |
| 1954 | Campionatul European | Berna, Elveția      | 6   | pentatlon    | 4233   |
| 1958 | Campionatul European | Stockholm, Suedia   | 3   | 4 × 100 m    | 46,0 s |
| 1958 | Campionatul European | Stockholm, Suedia   | 6   | lungime      | 5,97 m |
| 1958 | Campionatul European | Stockholm, Suedia   | 9   | pentatlon    | 4411   |
| 1960 | Jocurile Olimpice    | Roma, Italia        | –   | 4 × 100 m    | NS     |
| 1960 | Jocurile Olimpice    | Roma, Italia        | 11  | lungime      | 5,98 m |
| 1962 | Campionatul European | Belgrad, Iugoslavia | 3   | 80 m garduri | 10,6 s |
| 1962 | Campionatul European | Belgrad, Iugoslavia | 1   | 4 × 100 m    | 44,5 s |
| 1964 | Jocurile Olimpice    | Tokio, Japonia      | 6   | 80 m garduri | 10,7 s |
| 1964 | Jocurile Olimpice    | Tokio, Japonia      | –   | 4 × 100 m    | NS     |

## Legături externe
Materiale media legate de Maria Piątkowska la Wikimedia Commons
- en Maria Piątkowska la World Athletics
- en Maria Piątkowska la Olympedia.org
- en  Maria Piątkowska la athleticspodium.com